# Центр теоретичної фізики Польської академії наук
Центр теоретичної фізики Польської академії наук (пол. Centrum Fizyki Teoretycznej Polskiej Akademii Nauk, CFT PAN) — науковий інститут Польської академії наук, створений 1979 року та розташований у Варшаві. Проводить дослідження в галузі теоретичної фізики, астрофізики та космології. Станом на 2018 рік в Центрі працювало 42 наукових співробітників. Директором з 2019 року є Адам Савицький.

## Теми досліджень
- класична та квантова теорія поля з особливим акцентом на електромагнетизмі та гравітації
- квантова оптика
- основи квантової механіки та її застосування до теорії інформації
- термодинаміка мезоскопічних квантових систем
- фізика нових станів речовини
- космологія
- астрофізика високих енергій
- роль науки в суспільстві XXI століття
- нейроінженерія

## Просвітництво
Центр бере участь у науково-популярних заходах, таких як Науковий пікнік у Варшаві та Варшавський фестиваль науки.

## Виноски
1. ↑  Zawiadomienie o wyborze dyrektora CFT PAN z 10 grudnia 2019 roku (PDF). Архів оригіналу (PDF) за 29 червня 2020. Процитовано 7 лютого 2023. [Архівовано 2020-06-29 у Wayback Machine.]